# Rhachicreagra
Rhachicreagra is een geslacht van rechtvleugeligen uit de familie veldsprinkhanen (Acrididae). De wetenschappelijke naam van dit geslacht is voor het eerst geldig gepubliceerd in 1905 door Rehn.

## Soorten
Het geslacht Rhachicreagra omvat de volgende soorten:
- Rhachicreagra achrosta Jago & Rowell, 1981
- Rhachicreagra anchidiphalara Jago & Rowell, 1981
- Rhachicreagra apopsis Rowell, 2000
- Rhachicreagra astytophallus Jago & Rowell, 1981
- Rhachicreagra brachysphagicerca Jago & Rowell, 1981
- Rhachicreagra chiapensis Amédégnato, 2000
- Rhachicreagra chrysonota Rowell, 2000
- Rhachicreagra dierythra Rowell, 2000
- Rhachicreagra drymocnemensis Jago & Rowell, 1981
- Rhachicreagra gracilis Bruner, 1908
- Rhachicreagra haematodes Jago & Rowell, 1981
- Rhachicreagra himantocerca Jago & Rowell, 1981
- Rhachicreagra jagoi Rowell, 2008
- Rhachicreagra khayachrosa Jago & Rowell, 1981
- Rhachicreagra magnifica Rowell, 2000
- Rhachicreagra maya Jago & Rowell, 1981
- Rhachicreagra melanota Jago & Rowell, 1981
- Rhachicreagra mexicana Hebard, 1932
- Rhachicreagra nothra Rehn, 1905
- Rhachicreagra obsidian Jago & Rowell, 1981
- Rhachicreagra ocotei Amédégnato, 2000
- Rhachicreagra olmeca Jago & Rowell, 1981
- Rhachicreagra pomatiaphallus Jago & Rowell, 1981
- Rhachicreagra sphagicerca Jago & Rowell, 1981
- Rhachicreagra taurusflavus Rowell, 2000